# Fliesentisch

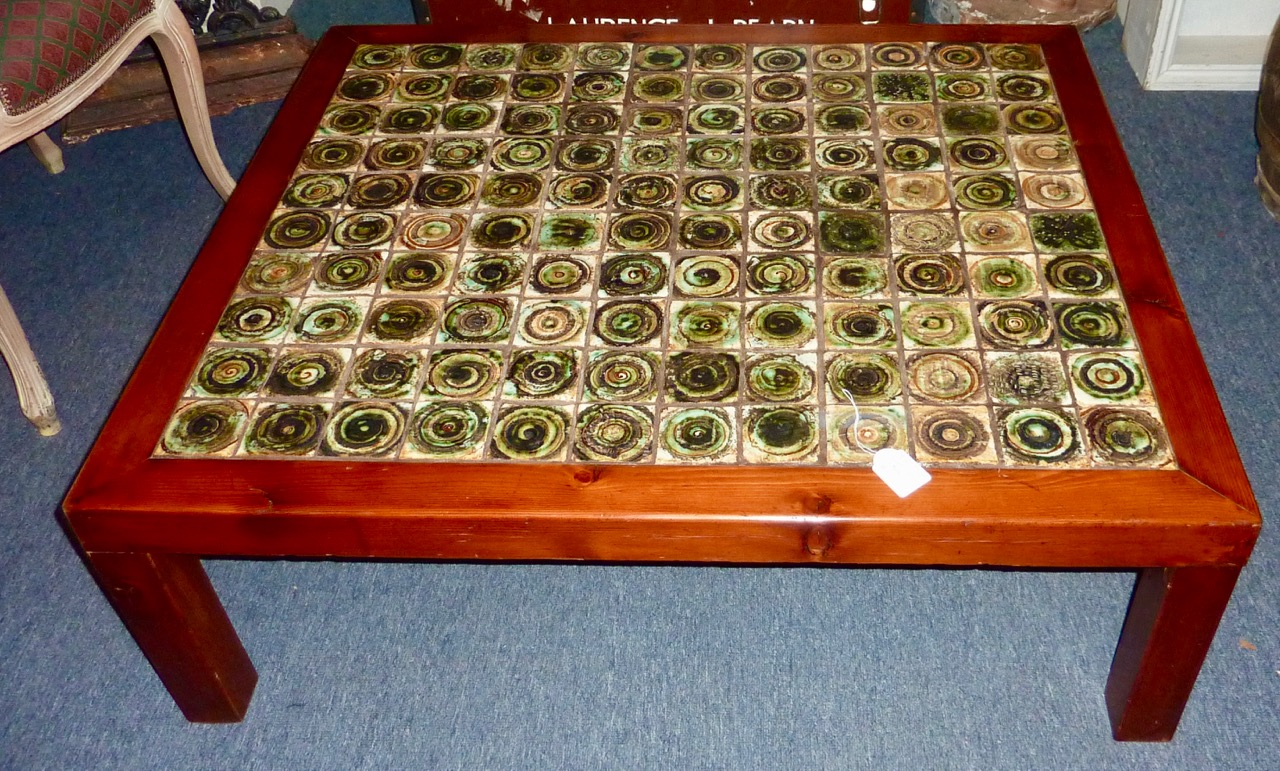
Fliesentisch

Ein Fliesentisch (Ausspracheⓘ) oder Kacheltisch ist ein Möbelstück, bei dem Fliesen in die Tischplatte integriert sind. Diese Art von Tisch tauchte ab dem 17. Jahrhundert auf und hatte Höhepunkte im viktorianischen Zeitalter und im 20. Jahrhundert.

## Geschichte
Im 17. Jahrhundert sind erstmals in der Designgeschichte des Möbeldesigns Tische mit integrierten Keramikfliesen aufgekommen.
Im 19. Jahrhundert erfreuten sich Fliesentische großer Beliebtheit und wurden ein charakteristisches Element des viktorianischen Zeitalters. Durch ihre kunstvollen Designs und die aufwändig gestalteten Fliesen hatten diese Tische ein stilvolles Aussehen. Mit dem Beginn des 20. Jahrhunderts und den aufkommenden Strömungen des Art Nouveau und Art déco wurden Fliesentische in moderneren, abstrakteren Formen entworfen, die durch Muster und kräftige Farben geprägt waren.
Als Nachfolger des Nierentisches der 1950er erreichte der Fliesentisch den Höhepunkt seiner Beliebtheit in der Zeit der 1960er und 1970er Jahre. Solche Möbel wurden in vielen Wohnzimmern, Cafés und Restaurants aufgestellt, und sein markantes Design im Gelsenkirchener Barock wurde symbolisch für diese Zeit. Besonders ein Fliesen-Couchtisch galt in Westdeutschland als Standard.
Spätestens um die Jahrtausendwende endete die Phase der Fliesentische dank der Ausbreitung von Ikea-Möbeln.
In den 2020ern haben die Fliesentische durch die Wertschätzung von Vintage-Designs ein Revival erlebt. Dabei haben Designer neuartige Möbelstücke hervorgebracht, bei denen sie auch neue Designs entwickelten und teilweise auch mit Retro-Elementen kombinierten.

## Materialien
Zu Beginn hatte man Holzrahmen und handgefertigte Fliesen aus Keramik verwendet. Mit der Zeit wurde für Fliesentische auch andere Materialien wie Marmor, Glas und Porzellan eingeführt.
Typische deutsche Fliesentische des 20. Jahrhunderts bestehen aus Eichenholz oder aus Kostengründen holzähnlich beschichteten oder (seltener) mit Furnier verkleideten Spanplatten sowie beige-braunen Fliesen.

## Kulturgeschichte
Fliesentische sind robust, langlebig sowie gut zu reinigen.
Der Rapper Finch brachte 2018 ein Musikalbum mit dem Titel Fliesentisch-Romantik heraus.